# Prumna hayachinensis
Prumna hayachinensis är en insektsart som först beskrevs av Inoue 1979.  Prumna hayachinensis ingår i släktet Prumna och familjen gräshoppor. Inga underarter finns listade i Catalogue of Life.